# 닛폰마루 (1930년)

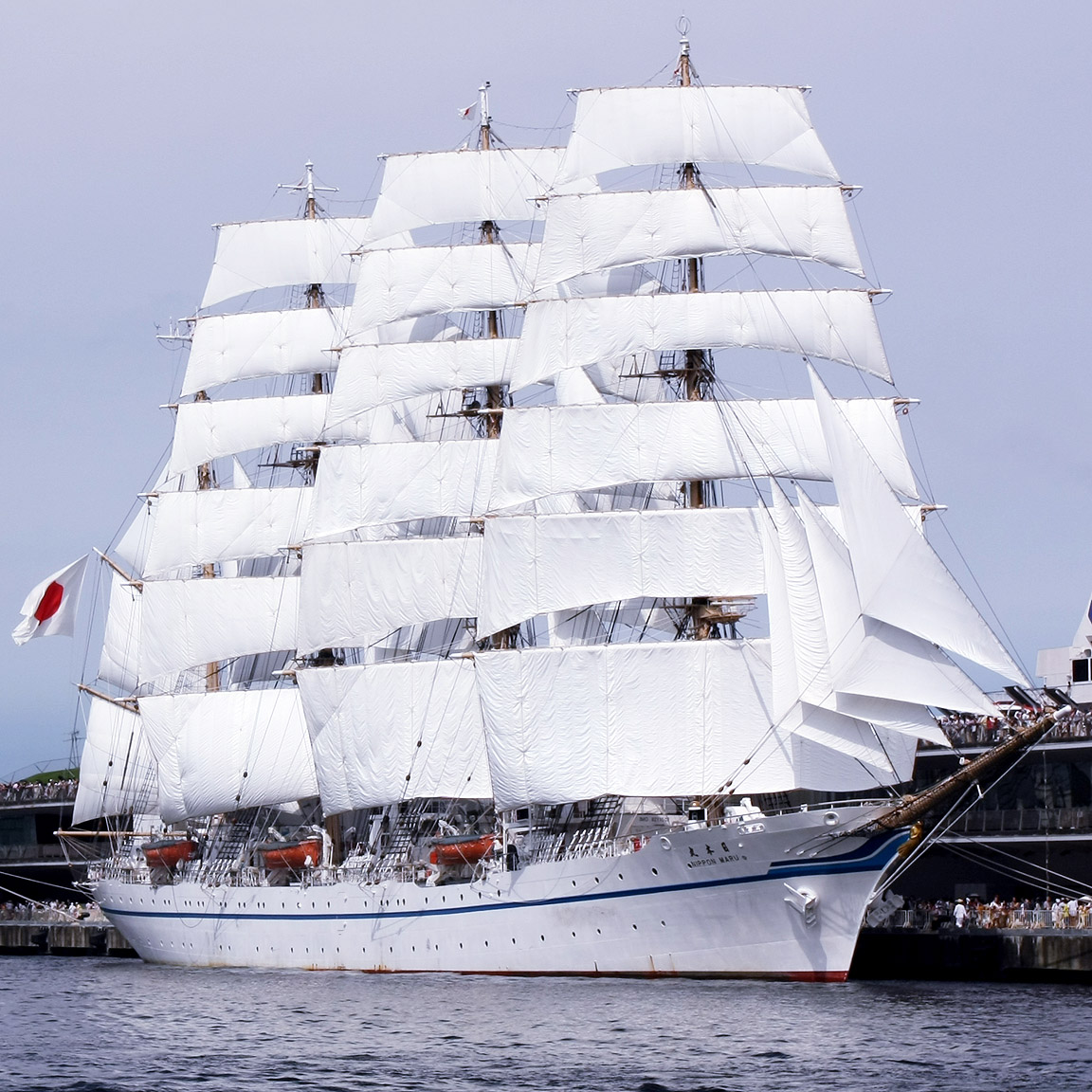
닛폰마루

닛폰마루(일본어: 日本丸)는 일본 가나가와현의 있는 돛단배으로, 전장 97m, 무게 2,278t이며, 1930년에 건조된 항해 연습용 범선으로 2차 세계대전 후에는 피난용 여객선으로 이용되기도 했다. 닛폰마루의 총 항해 거리는 1,830,000km로 지구를 45.4바퀴를 돈 거리이며, 배출한 실습생 수는 11,500명에 달한다. 러일 전쟁에서 해군 함정으로도 사용됐으며, 1984년 9월 16일 퇴역한 후 이듬 해 4월부터 전시 시설로 이용되고 있다. 평소에는 돛을 내리고 있지만 연중 12번에 걸쳐 29매의 모든 돛을 펼치는 행사가 열린다.